# Engelbert de Caríntia
Engelbert de Caríntia o Engelbert II d'Ístria (mort el 12 o 13 abril de 1141) de la casa de Sponheim fou marcgravi d'Ístria i de Carniola (aquí com a Engelbert I de Carniola) vers el 1107 i fins a 1124. En 1124, va ser elevat al duc de Caríntia i marcgravi de Verona, càrrecs que va ocupar fins a la seva jubilació el 1135.
Engelbert II era fill del comte Engelbert I de Sponheim i la seva esposa Hedwiga d'origen incert, potser una filla del duc Billung Bernat II de Saxònia. Es va casar amb Uta, filla de burgravi Ulric de Passau (mort cap 1099). Junts van ser els pares dels fills que segueixen:
- Ulric I de Caríntia, va succeir al seu pare el 1135 al ducat de Caríntia (amb la nominal marca de Verona)
- Engelbert III d'Ístria i II de Carniola, va succeir al seu pare a Istria, Carniola i Kraiburg el 1124
- Enric, bisbe de Troyes el 1145
- Matilde de Caríntia, que es va casar amb el comte Teobald IV de Xampanya, comte de Xampanya, de Troyes, de Blois, de chartres i de Meaux
- Rapoto I, comte d'Ortenburg el 1130 i el 1173 de Kraiburg
- Adelaida, abadessa de Goss el 1146
- Hartwig II, bisbe de Regensburg el 1155
- Anada, que es va casar amb el comte Guillem III de Nevers

Vers l'any 1100, va establir el comtat de Kraiburg a les terres heretades de la seva dona a Baviera. A diferència del seu pare, Engelbert II va ser un fidel partidari de la dinastia sàlica. Va succeir a Ulric II de Carniola i Ístria, de la casa de Weimar, com a marcgravi a les dues marques vers el 1107. Es va erigir en garant del rei alemany Enric V a la coronació com a emperador del Sacre Imperi el febrer de 1111 i va ser testimoni del Concordat de Worms amb el papa Calixte II el setembre de 1122. En el mateix any, el seu germà gran, Enric IV de Sponheim va ser creat duc de Caríntia com Enric VI de Caríntia i després de la seva mort el 1123, Engelbert II el va succeir.
Va abdicar el 1135 i va morir el 1141, sent enterrat a l'abadia de Seeon.